# Språkresa
En språkresa är en term som kan användas för alla former språkkurser utanför hemlandet. Det finns språkresor från en vecka upp till ett läsår. Vid längre resor finns även möjlighet att lära känna kulturen i landet. 
Språkresor är normalt sett förlagda till lokalt organiserade skolor med inhemsk personal. Deltagarna läser i små klasser, ofta med åtta till femton personer, med deltagare från hela världen där all undervisning sker på det aktuella språket. Skolorna organiserar ofta aktiviteter som syftar till att ge deltagarna möjlighet att träna språket och att lära känna deltagare från andra länder. Aktiviteterna kan innehålla allt som har med den lokala kulturen att göra som till exempel besök på museer, utflykter till närliggande orter, idrott, filmvisning, matlagningskurser, vinprovning, dans med mera. 
Många språkresor inkluderar inslag av såväl språkutbildning, kulturell bildning som ren semester. Det är inte ovanligt med språkresor som har karaktären av semester med språkinslag.
Vanligast är allmänt hållna språkresor för ungdomar och vuxna, från 16–18 år och uppåt. Deltagarnas ålder kan variera kraftigt, men snittåldern är oftast runt 20-25 år. På många skolor är ofta antalet elever i åldern 30–50 år runt 20 procent och över 50 år omkring 5 procent. Det finns dock många skolor som är mer inriktade på yngre eller äldre studenter.
Främmande språk är i dag en naturlig del av vardagen och arbetslivet i många länder. Med stor sannolikhet kommer detta att driva även begreppet språkresor framåt den närmaste tiden. Ett alternativ till språkresa är språkutbildning i konventionell skol- eller universitetsmiljö kombinerat med arbete eller semester i ett område där språket talas.
Språkresor kan även finansieras med studiemedel från CSN. De flesta språkkurser bedrivs på gymnasial nivå, vilket innebär att de ger rätt till studiemedel från och med den 1 juli det år du fyller 20. Om du studerar inom EU/EES eller i Schweiz måste kursen vara minst tre veckor lång, medan studier utanför EU/EES och Schweiz måste pågå i minst 13 veckor för att du ska vara berättigad till studiemedel.

## Olika typer av språkresor
Förutom dessa allmänna kurser finns nuförtiden ett antal specialinriktade kurser för olika åldrar och yrkeskategorier: ungdomskurser, 50+ kurser, affärsspråk, språkresor för lärare med mer.
Språkresor för ungdomar finns för åldern fem till arton år. Det finns två olika sätt att organisera ungdomskurser. Dels det mer traditionella sättet med en grupp svenskar som reser med en reseledare och läser språket tillsammans i en grupp med bara svenskar. Det mer moderna sättet är svenska ungdomar som reser på egen hand till lokalt organiserade skolor med studenter från hela världen. Där bedrivs undervisning på förmiddagarna och eftermiddagarna ägnas åt aktiviteter som syftar till deltagande ungdomar från olika länder ska lära känna varandra och se glädjen av att behärska ett främmande språk.
Språkresor för personer över 50 år blir allt mer populära. Dock ska begreppet "50+" inte ses som att alla över 50 år måste välja denna typ av språkresor. Om man är en yrkesaktiv person som har behov av att förbättra sina språkkunskaper för sitt arbete är 50+ kurser alldeles för semesterinriktade. Språkresor för 50+ är organiserade som ungdomskurser med undervisning på förmiddagar och obligatoriska aktiviteter på eftermiddagar och helger. Aktiviteterna är anpassade till äldre människor intressen och syftar till att få deltagarna att lära känna varandra och att använda och förbättra sina språkkunskaper.
Språkresor för lärare är också ganska vanligt förekommande. Oftast är deltagarna språklärare från olika länder som har jobbat ett antal år med språkundervisning och vill fräscha upp sina språkkunskaper samt hitta ny inspiration och motivation för sin undervisning i hemlandet. Språkundervisning varvas med undervisningsmetod och annat. Det finns goda möjligheter för lärare att finansiera språkresor utan att behöva betala särskilt mycket själv. De vanligaste källorna är; Erasmusprogrammet, Sällskapet för folkundervisningens befrämjande, stipendier och naturligtvis den egna arbetsgivaren.
För dem som har behov av att snabbt förbättra sina språkkunskaper för sitt arbete finns olika former av intensiva språkresor på en vecka eller mer med fokus på att använda språket i arbetet.

## Sverige
De senaste åren har språkresor vuxit som begrepp och det arrangeras även språkresor för fler språk än tidigare. Spanskan har vuxit sig större bland svenska språkstudenter och konkurrerar numera om förstaplatsen med engelska. Franska är det tredje största språket tätt följt av italienska. Tyska däremot har tappat markant, såväl i skolan som på språkresor, men har däremot blivit allt vanligare att studera som affärsspråk på språkresor. Även andra språk börjar bli vanligt förekommande föremål för språkresor. Däribland kan nämnas portugisiska, grekiska, arabiska, japanska och kinesiska.
Även om det finns språkresor för barn från fem år, är det dock vanligast förekommande från tolv år i Sverige. Dock börjar det bli populärt med familjespråkresor där ett barn och en förälder åker till en skola men går olika kurser anpassade efter sina respektive behov.